# Ryggstrimmig trädekorre
Ryggstrimmig trädekorre (Funisciurus anerythrus) är en däggdjursart som först beskrevs av Thomas 1890. Den ingår i släktet Funisciurus och familjen ekorrar. IUCN kategoriserar arten globalt som livskraftig.

## Underarter
Catalogue of Life samt Wilson & Reeder (2005) skiljer mellan 4 underarter:
- Funisciurus anerythrus anerythrus (Thomas, 1890)
- Funisciurus anerythrus bandarum Thomas, 1915
- Funisciurus anerythrus mystax de Winton, 1898
- Funisciurus anerythrus raptorum Thomas, 1903

## Beskrivning
Pälsen på ryggsidan är olivbrun med otydliga, ljusa längsband på sidorna. Undersidan är grå till brungrå. Kroppen är 16 till 23 cm lång, ej inräknat den 13 till 20 cm långa svansen. Vikten varierar mellan 200 och 220 g.

## Utbredning
Denna trädekorre förekommer i centrala Afrika från södra Benin till östra Kongo-Kinshasa.

## Ekologi
Habitatet utgörs främst av tropiska regnskogar och galleriskogar där de förekommer i lövverkets nedre delar och på marken. Arten är allätare, med frukter utgörande majoriteten av födan. Förutom animalisk föda, kan små mängder löv och svamp också tas. Individerna lever ensamma eller i par.